# Orobanche denudata
Orobanche denudata är en snyltrotsväxtart som beskrevs av Giuseppe Giacinto Moris. Orobanche denudata ingår i släktet snyltrötter, och familjen snyltrotsväxter. Inga underarter finns listade i Catalogue of Life.